# Komuna e Dajçit, Shkodër prefektur
Komuna e Dajçit är en kommun i Albanien.   Den ligger i prefekturen Qarku i Shkodrës, i den norra delen av landet, 80 km norr om huvudstaden Tirana.
Trakten runt Komuna e Dajçit består till största delen av jordbruksmark. Runt Komuna e Dajçit är det ganska tätbefolkat, med 96 invånare per kvadratkilometer.